# Libnotes brunettii
Libnotes brunettii är en tvåvingeart som först beskrevs av Alexander 1921.  Libnotes brunettii ingår i släktet Libnotes och familjen småharkrankar. Inga underarter finns listade i Catalogue of Life.